# Acanthoscurria
Genre
Synonymes
- Acanthopalpus Ausserer, 1871
- Callyntropus Ausserer, 1875
- Trasyphoberus Simon, 1903

Acanthoscurria est un genre d'araignées mygalomorphes de la famille des Theraphosidae.

## Distribution
Les espèces de ce genre se rencontrent en Amérique du Sud et aux Petites Antilles.

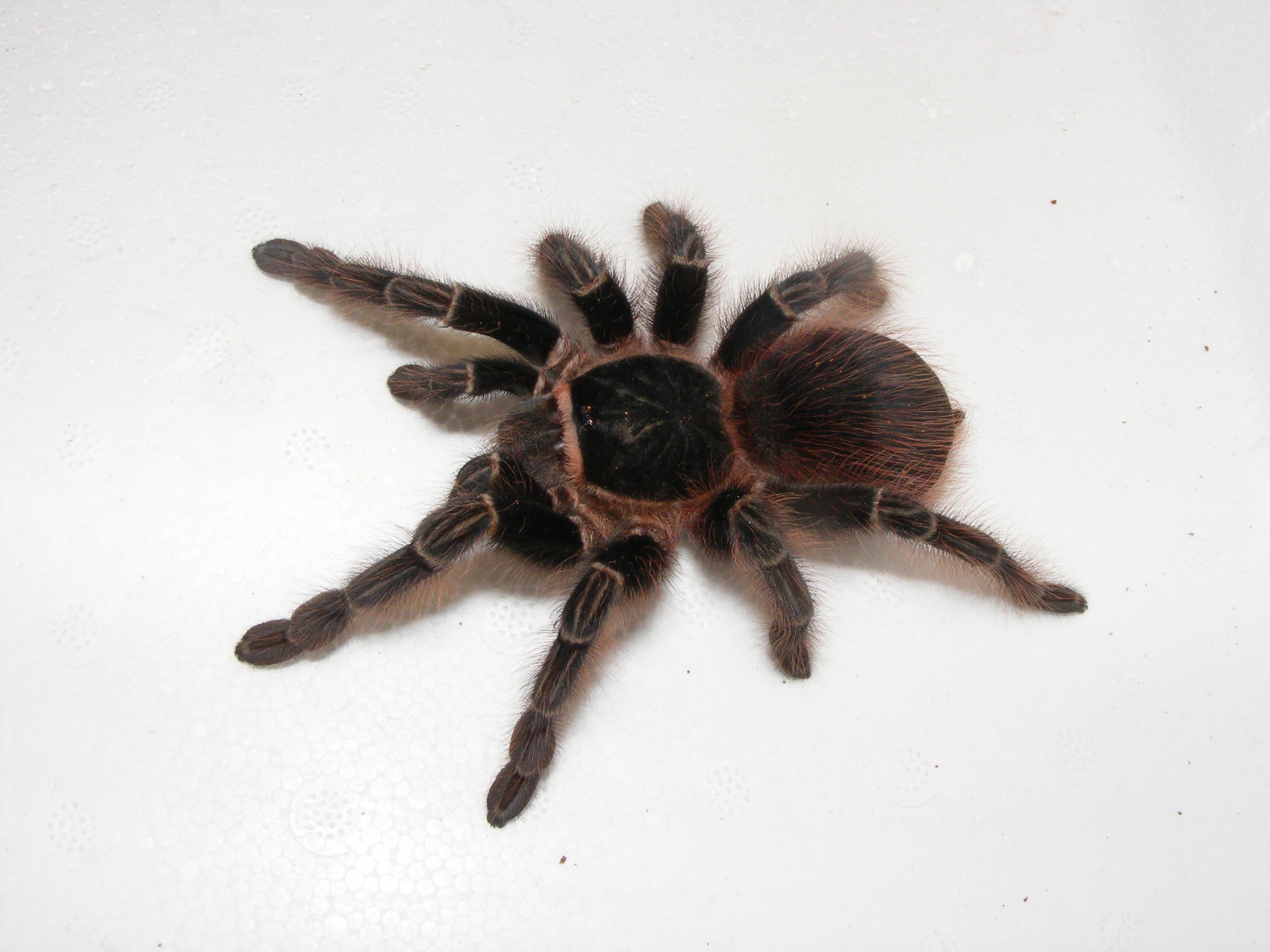
Acanthoscurria chacoana

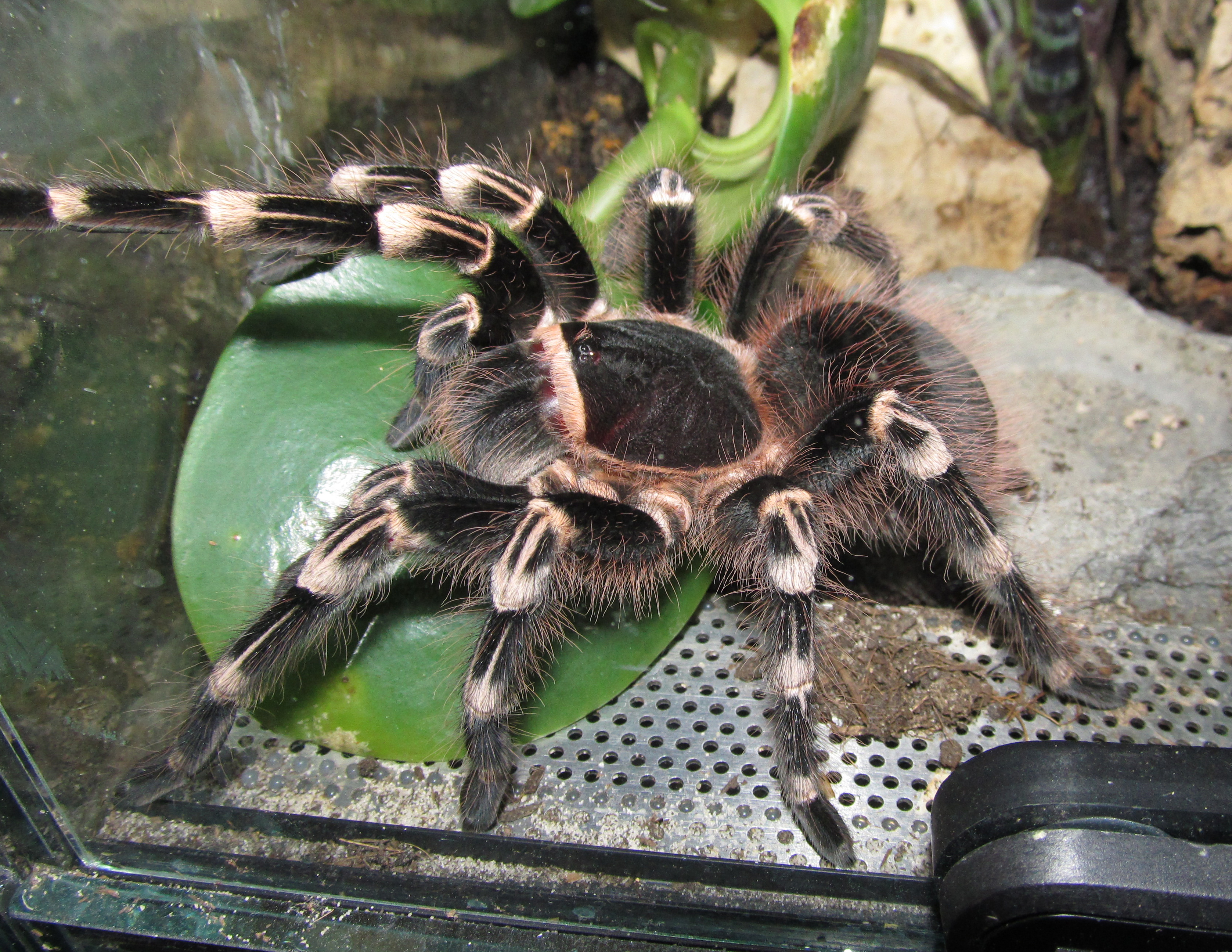
Acanthoscurria geniculata

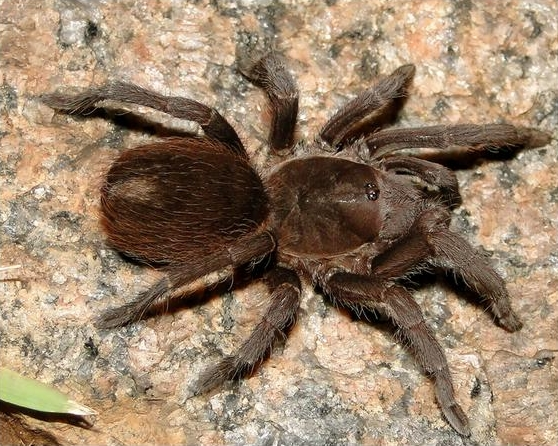
Acanthoscurria gomesiana

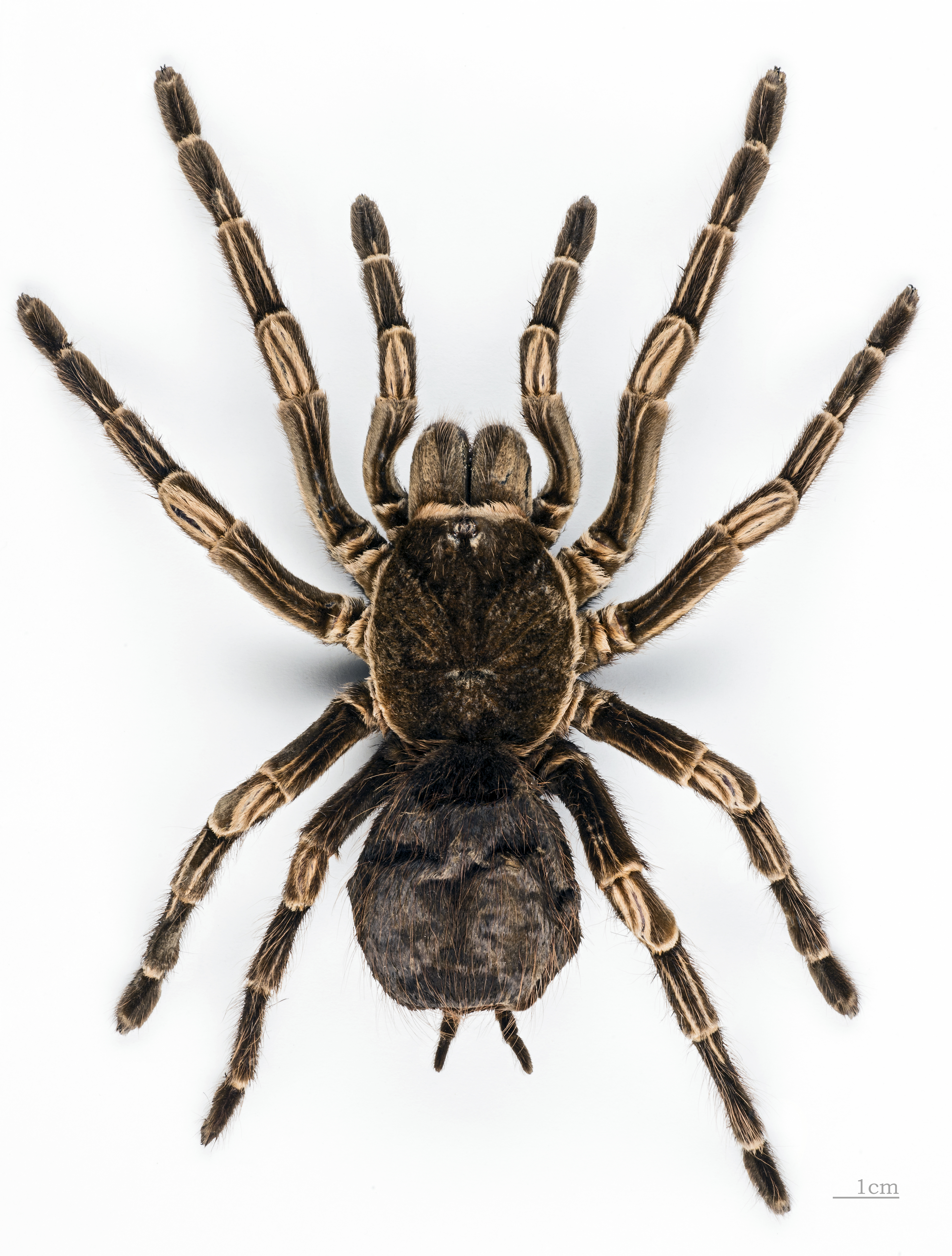
Acanthoscurria juruenicola

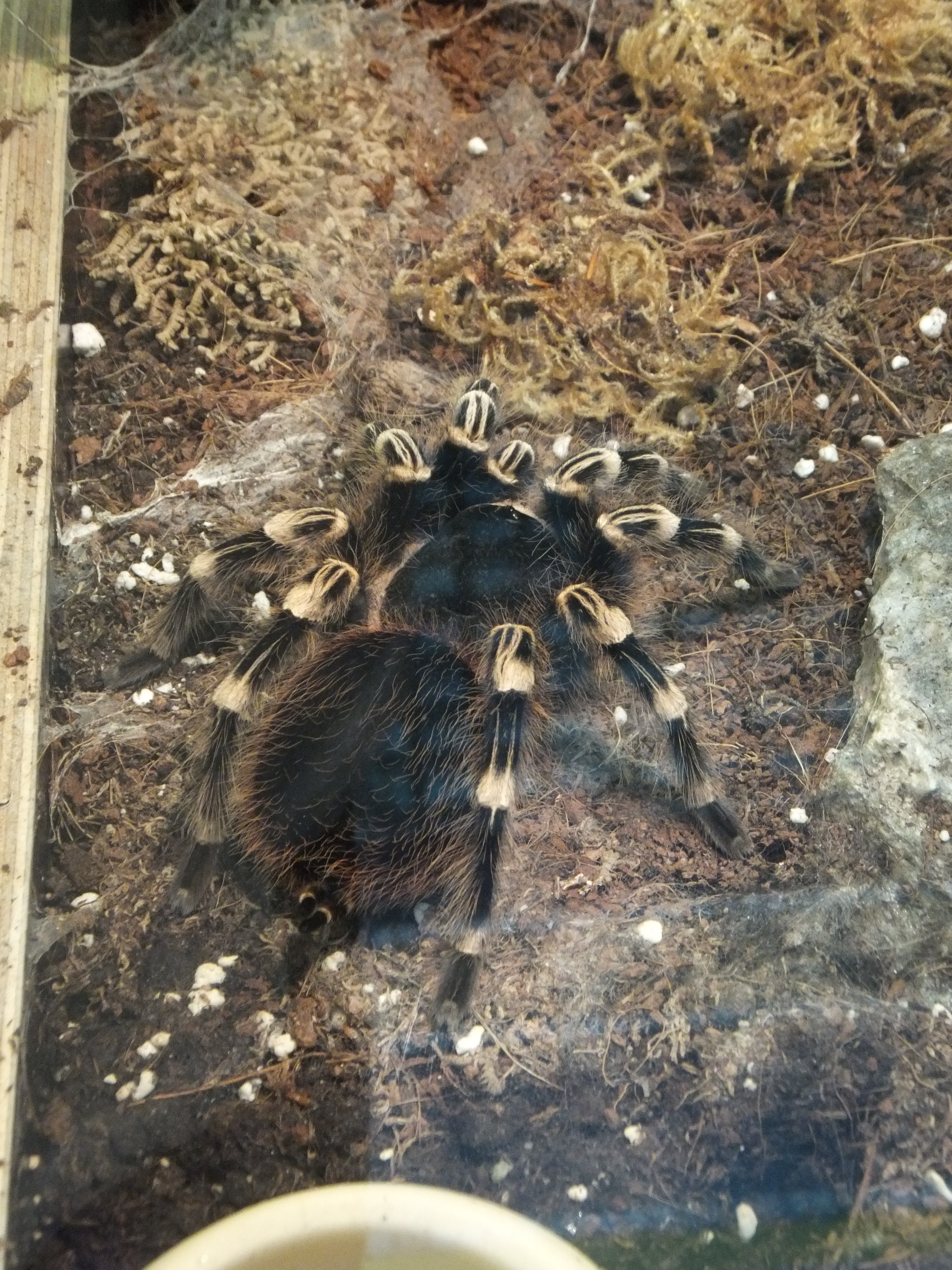
Acanthoscurria theraphosoides

## Liste des espèces
Selon World Spider Catalog (version 26, 14/02/2025) :
- Acanthoscurria armasi Sherwood, Gabriel, Peñaherrera-R. & Alayón, 2025
- Acanthoscurria belterrensis Paula, Gabriel, Indicatti, Brescovit & Lucas, 2014
- Acanthoscurria chacoana Brèthes, 1909
- Acanthoscurria cordubensis Thorell, 1894
- Acanthoscurria geniculata (C. L. Koch, 1841)
- Acanthoscurria gomesiana Mello-Leitão, 1923
- Acanthoscurria insubtilis Simon, 1892
- Acanthoscurria juruenicola Mello-Leitão, 1923
- Acanthoscurria maga Simon, 1892
- Acanthoscurria melloleitaoi Bertani, 2023
- Acanthoscurria musculosa Simon, 1892
- Acanthoscurria natalensis Chamberlin, 1917
- Acanthoscurria paulensis Mello-Leitão, 1923
- Acanthoscurria rhodothele Mello-Leitão, 1923
- Acanthoscurria simoensi Vol, 2000
- Acanthoscurria tarda Pocock, 1903
- Acanthoscurria theraphosoides (Doleschall, 1871)
- Acanthoscurria turumban Rodríguez-Manzanilla & Bertani, 2010
- Acanthoscurria urens Vellard, 1924

## Systématique et taxinomie
Ce genre a été décrit par l'arachnologiste autrichien Anton Ausserer en 1871 dans les Theraphosidae.
Son espèce type est Acanthoscurria geniculata.
Il est placé dans la sous-famille des Theraphosinae.
Il est révisé par Gabriel en 2020.
Acanthopalpus a été placé en synonymie par Simon en 1892.
Callyntropus a été placé en synonymie par Simon en 1903.
Trasyphoberus a été placé en synonymie avec Acanthoscurria par Raven en 1985.

## Publication originale
- Ausserer, 1871 : « Beiträge zur Kenntniss der Arachniden-Familie der Territelariae Thorell (Mygalidae Autor). » Verhandllungen der Kaiserlich-Kongiglichen Zoologish-Botanischen Gesellschaft in Wien, vol. 21, p. 117-224 (texte intégral).